# سعید شایسته
عباس مبارکی با نام مستعار سعید شایسته (زادهٔ ۲۵ مهر ۱۳۵۸) خواننده، ترانه‌سرا، آهنگساز و نوازندهٔ ایرانی ساکن استکهلم، سوئد است.

## زندگی‌نامه
سعید شایسته با نام اصلی عباس مبارکی در ۲۵ مهر ۱۳۵۸ در ورامین متولد شد. پدر وی تکنسین برق کارخانه قند ورامین و مادرش نیز سرپرست بخش خیاطی کارخانه بود. برادر وی (محمد مبارکی) خواننده، ترانه‌سرا و آهنگ‌ساز است که در ایران زندگی می‌کند.
علاقه او به موسیقی، از دوران نوجوانی آغاز شد و و علاوه بر خوانندگی در مراسمات، نواختن و یادگیری فلوت، آکاردئون و ملودیکا را آغاز کرد. شایسته مدتی عضو گروه موسیقی یاران تهران بود و در مراسمات مختلف، باوجود همهٔ سخت گیریها و محدودیت‌های داخل ایران برنامه اجرا می‌کرد.

### ورزش
شایسته قبل از ورود به عرصهٔ خوانندگی، کشتی‌گیر بوده و فعالیت خود را در ورزش کشتی آزاد از ۹ سالگی شروع کرد. اما ورود حرفه‌ای تر وی به موسیقی، او را با وجود کسب مقام‌های نائب قهرمانی تهران از شرکت در باشگاه‌های کشتی محروم کردند که همین مسئله، یکی از دلایل مهم مهاجرت او به خارج از کشور شد.

## مهاجرت و فعالیت حرفه‌ای
سعید شایسته به‌اتفاق همسر سابقش، در سال ۱۳۷۶ به سوئد مهاجرت کرد و فعالیت رسمی خود را آغاز کرد. در سال ۱۳۷۸، اولین آلبوم خود را به‌نام «قصر گلی» با ترانه‌سرایی و آهنگ‌سازی خودش و تنظیم فرهاد اربابی در استکهلم سوئد منتشر کرد. در سال ۱۳۸۲، این آلبوم با نام «کتاب سرنوشت» توسط شرکت ترانه در لس‌آنجلس بازنشر شد.  
همکاری شایسته با کمپانی ترانه، با انتشار آلبوم و موزیک ویدیو «گلی» در سال ۱۳۸۶ ادامه یافت که آهنگ‌های «گلی» و «قربونی»، با استقبال بالایی روبرو شدند و نام وی در مارکت به‌عنوان چهرهٔ جدید هنری مطرح شد.  
آخرین آلبوم سعید شایسته «آزارم بدی، آزارت میدم» بود که در آبان ۱۳۸۹ از شرکت ترانه منتشر شد. وی علاوه بر اجرای ساخته‌های خود، با هنرمندانی همچون منصور تهرانی، عبی یگانه و شوبرت آواکیان همکاری‌ کرده‌است.  

## آلبوم‌ها

### کتاب سرنوشت / قصر گلی (۲۰۰۳/۱۳۸۲)[۶]
| نام ترانه   | ترانه‌سرا          | آهنگساز           | تنظیم        |
| ----------- | ----------------- | ----------------- | ------------ |
| کتاب سرنوشت | سعید شایسته       | کاور از آهنگ ترکی | فرهاد اربابی |
| رویای شبانه | دکتر ایرج پارسی‌فر | عبی یگانه         | عبی یگانه    |
| عزیزم کجایی | سعید شایسته       | سعید شایسته       | فرهاد اربابی |
| دختر تهرونی | سعید شایسته       | سعید شایسته       | فرهاد اربابی |
| عاشقت هستم  | سعید شایسته       | سعید شایسته       | فرهاد اربابی |
| دل ساده     | سعید شایسته       | سعید شایسته       | فرهاد اربابی |
| قصر گلی     | سعید شایسته       | فرهاد اربابی      | فرهاد اربابی |
| ای یار      | سعید شایسته       | سعید شایسته       | فرهاد اربابی |
| رعنا        | سعید شایسته       | سعید شایسته       | فرهاد اربابی |

### گلی (۲۰۰۷/۱۳۸۶)[۷]
| نام ترانه          | ترانه‌سرا    | آهنگساز     | تنظیم        |
| ------------------ | ----------- | ----------- | ------------ |
| گلی                | سعید شایسته | سعید شایسته | فرهاد اربابی |
| مشکی               | سعید شایسته | سعید شایسته | فرهاد اربابی |
| آخرین قسم          | سعید شایسته | سعید شایسته | عبی یگانه    |
| من سازگارم         | سعید شایسته | سعید شایسته | عبی یگانه    |
| خاتون عشق          | سعید شایسته | سعید شایسته | فرهاد اربابی |
| دوستت دارم         | سعید شایسته | سعید شایسته | فرهاد اربابی |
| ده ما              | سعید شایسته | سعید شایسته | فرهاد اربابی |
| ناز میکنی          | سعید شایسته | سعید شایسته | فرهاد اربابی |
| مادر               | سعید شایسته | سعید شایسته | فرهاد اربابی |
| قربونی             | سعید شایسته | سعید شایسته | مسعود مفیدی  |
| آخرین قسم (ریمیکس) | سعید شایسته | سعید شایسته | فرهاد زند    |

### آزارم بدی آزارت میدم (۲۰۱۰/۱۳۸۹)[۸]
| نام ترانه  | ترانه‌سرا                     | آهنگساز     | تنظیم         |
| ---------- | ---------------------------- | ----------- | ------------- |
| خوشگله     | سعید شایسته                  | سعید شایسته | فرهاد اربابی  |
| دل ای دل   | سعید شایسته                  | سعید شایسته | فرهاد اربابی  |
| منو فروختی | سعید شایسته، مجید ابوالقاسمی | سعید شایسته | فرهاد اربابی  |
| طناز       | سعید شایسته                  | سعید شایسته | پوریا نیاکان  |
| دوست دارم  | سعید شایسته                  | سعید شایسته | فرهاد اربابی  |
| دلای آدما  | فرهاد ظفری                   | سعید شایسته | فرهاد اربابی  |
| زندگی      | سعید شایسته                  | سعید شایسته | فرهاد اربابی  |
| تقصیر توست | سعید شایسته                  | فردی تیفور  | فرهاد اربابی  |
| آزارم بدی  | سعید شایسته، مجید ابوالقاسمی | سعید شایسته | شوبرت آواکیان |
| ایران      | سعید شایسته                  | سعید شایسته | فرهاد اربابی  |
| آرومی      | سعید شایسته                  | سعید شایسته | شوبرت آواکیان |

## تک‌آهنگ‌ها
| نام آهنگ                | ترانه‌سرا          | آهنگ‌ساز     | تنظیم‌کننده                  | ناشر               | سال انتشار |
| ----------------------- | ----------------- | ----------- | --------------------------- | ------------------ | ---------- |
| قربونی (ورژن جدید)      | سعید شایسته       | سعید شایسته | عارف شکوری                  | ترانه              | ۱۳۸۷ ۲۰۰۸  |
| دیدی اونم تنهات گذاشت   | مجید ابوالقاسمی   | سعید شایسته | فرهاد اربابی                | ترانه              | ۱۳۹۰ ۲۰۱۱  |
| نترس                    | سعید شایسته       | سعید شایسته | فرد میرزا                   | میستری۴            | ۱۳۹۱ ۲۰۱۲  |
| رویای شبانه (ورژن جدید) | دکتر ایرج پارسی‌فر | عبی یگانه   | مسعود مفیدی                 | آونگ موزیک         | ۱۳۹۱ ۲۰۱۲  |
| دلم هواتو کرده          | سعید شایسته       | سعید شایسته | پوریا نیاکان                | آونگ موزیک         | ۱۳۹۱ ۲۰۱۲  |
| دلتنگی                  | سعید شایسته       | سعید شایسته | فرهاد اربابی، سعید هاشابیگی | آونگ موزیک         | ۱۳۹۲ ۲۰۱۳  |
| بیا بیا                 | سعید شایسته       | سعید شایسته | پوریا نیاکان                | آونگ موزیک         | ۱۳۹۲ ۲۰۱۳  |
| شب عیدا                 | سعید شایسته       | سعید شایسته | مسعود مفیدی                 | آونگ موزیک         | ۱۳۹۳ ۲۰۱۴  |
| عزیز دلم                | سعید شایسته       | سعید شایسته | مسعود مفیدی                 | آونگ موزیک         | ۱۳۹۳ ۲۰۱۴  |
| آخرین قسم               | سعید شایسته       | سعید شایسته | مهیار خوشنامی، فرهاد زند    | آونگ موزیک         | ۱۳۹۳ ۲۰۱۴  |
| آه از بی وفایی          | سعید شایسته       | سعید شایسته | مسعود مفیدی                 | آونگ موزیک         | ۱۳۹۴ ۲۰۱۵  |
| پرستوی غریب             | سعید شایسته       | سعید شایسته | سعید شایسته                 | آونگ موزیک         | ۱۳۹۴ ۲۰۱۵  |
| رفیق نیمه راه           | سعید شایسته       | سعید شایسته | فرهاد اربابی                | آونگ موزیک         | ۱۳۹۵ ۲۰۱۶  |
| دوست دارم               | سعید شایسته       | سعید شایسته | سالار مقدم                  | آونگ موزیک         | ۱۳۹۵ ۲۰۱۷  |
| شب مستی                 | سعید شایسته       | سعید شایسته | مسعود مفیدی، فرهاد اربابی   | آونگ موزیک         | ۱۳۹۶ ۲۰۱۸  |
| نگاه عاشقانه            | بهنام حیدری‌فخر    | امیر سرگزی  | شایان. ک                    | آونگ موزیک         | ۱۳۹۶ ۲۰۱۸  |
| عشق من                  | سعید شایسته       | سعید شایسته | مسعود مفیدی                 | آونگ موزیک         | ۱۳۹۷ ۲۰۱۸  |
| بی‌توجهی                 | سعید شایسته       | سعید شایسته | مسعود مفیدی                 | آونگ موزیک         | ۱۳۹۸ ۲۰۱۹  |
| پریا                    | منصور تهرانی      | عبی یگانه   | آرمین یوسفی                 | آونگ موزیک         | ۱۳۹۸ ۲۰۱۹  |
| قطره اشک                | سعید شایسته       | سعید شایسته | آرمین یوسفی                 | آونگ موزیک         | ۱۳۹۸ ۲۰۲۰  |
| بی‌توجهی (ریمیکس)        | سعید شایسته       | سعید شایسته | مسعود مفیدی                 | آونگ موزیک         | ۱۳۹۸ ۲۰۲۰  |
| نگاه خاص                | فرامرز جعفری      | مسعود مفیدی | مسعود مفیدی                 | آونگ موزیک         | ۱۳۹۹ ۲۰۲۰  |
| حرف تو سرم نمیره        | خرداد خیری        | سهراب لشگری | سهراب لشگری                 | آونگ موزیک         | ۱۳۹۹ ۲۰۲۱  |
| سعید جون                | سعید شایسته       | سعید شایسته | Man Brothers                | آونگ موزیک         | ۱۴۰۱ ۲۰۲۲  |
| آهای خدا                | سعید شایسته       | سعید شایسته | اندی جی                     | آونگ موزیک         | ۱۴۰۱ ۲۰۲۲  |
| تصدق نگات شم            | آوین              | آوین        | سهراب لشگری                 | آونگ موزیک         | ۱۴۰۲ ۲۰۲۴  |
| رعنا (ورژن جدید)        | سعید شایسته       | سعید شایسته | سهراب لشگری                 | شایسته اینترتینمنت | ۱۴۰۳ ۲۰۲۴  |
| شب سرد زمستونی          | سعید شایسته       | سعید شایسته | آرمین یوسفی                 | شایسته اینترتینمنت | ۱۴۰۳ ۲۰۲۵  |